# Sportåret 2011

## Händelser

### Allmänt
- 17 januari – Svenska idrottsgalan hålls i Globen, Stockholm.
- 6 juli – IOK meddelar från Durban att olympiska vinterspelen 2018 skall avgöras i Pyeongchang.[1]
- 13-30 oktober – Panamerikanska spelen avgörs i Guadalajara i Mexiko.

### Alpin skidsport
- 6-20 februari – Världsmästerskapen avgörs i Garmisch-Partenkirchen i förbundslandet Bayern i Tyskland.

### Amerikansk fotboll
- 6 februari – Green Bay Packers besegrar Pittsburgh Steelers med 31 – 25 i Super Bowl på Cowboys Stadium i Arlington i delstaten Texas i USA.
- 16 juli – USA besegrar Kanada i finalen i världsmästerskapen i amerikansk fotboll på Ernst-Happel-Stadion i Wien i Österrike.
- 24 september – Carlstad Crusaders besegrar Tyresö Royal Crowns med 20 – 7 på Studenternas IP i Uppsala och blir svenska mästare.

### Bandy

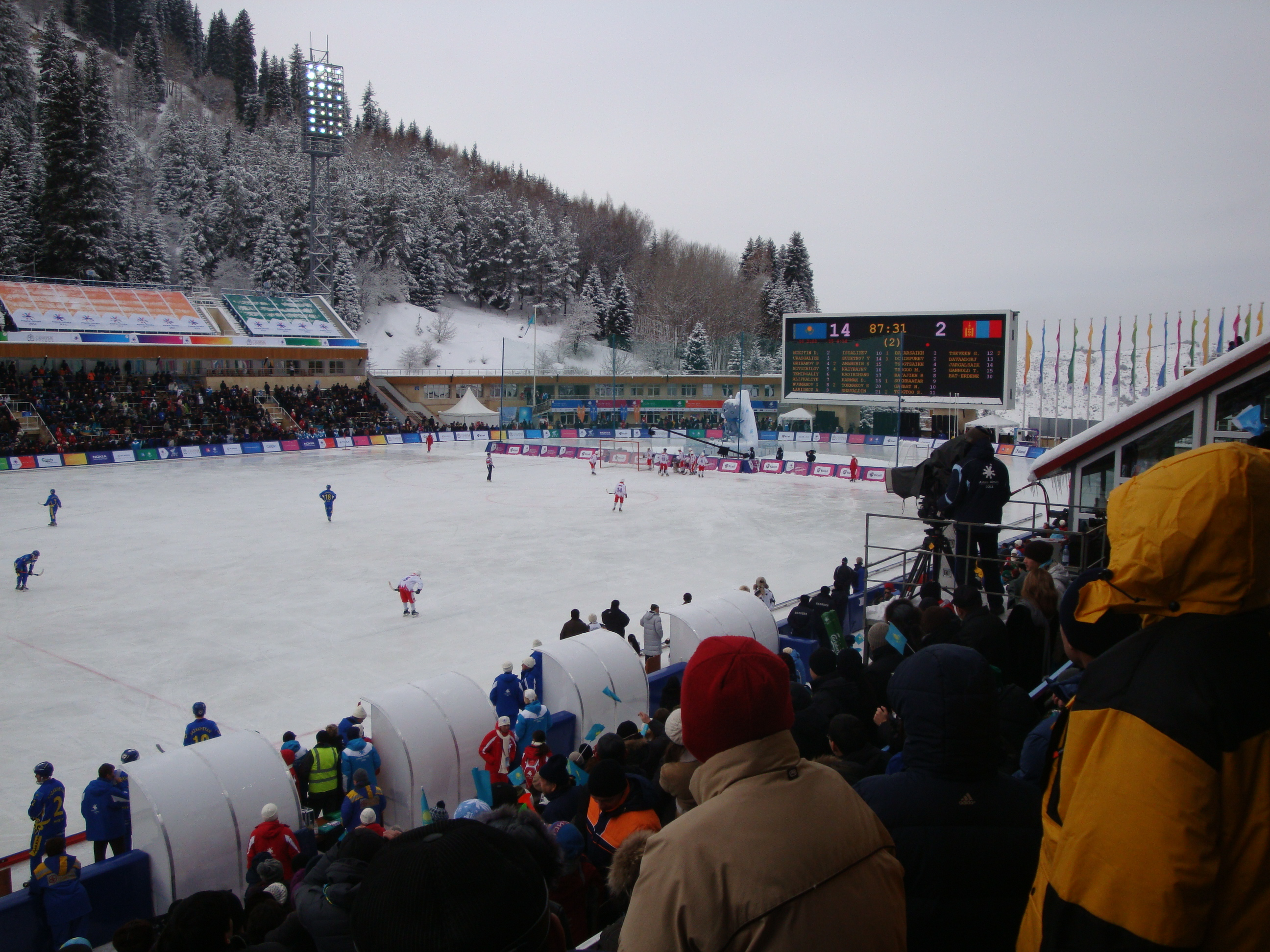
Asiatiska vinterspelens bandyturnering.

- 23-30 januari – Ryssland vinner världsmästerskapet för herrar i Ryssland före Finland och Sverige.[2]
- 6 februari – På asiatiska vinterspelens program finns för första gången bandy, i form av en herrturnering där Kazakstan utklassar Mongoliet i finalen med 16-2.[3]
- 19 mars – Kareby IS blir svenska dammästare genom att besegra AIK med 3-2 i finalen på Studenternas IP i Uppsala.[4][5]
- 20 mars – Sandvikens AIK blir svenska herrmästare genom att besegra Bollnäs GoIF med 6-5 i sudden death på Studenternas IP i Uppsala.[6][7]
- 30 juni – Japan inträder i Internationella bandyförbundet.[8]
- 16 oktober – HK Jenisej Krasnojarsk, Ryssland vinner World Cup genom att besegra Sandvikens AIK, Sverige med 4–3 i finalmatchen i Göransson Arena i Sandviken, Sverige.[9][10]

### Baseboll
- 28 oktober – National League-mästarna St. Louis Cardinals vinner World Series med 4-3 i matcher över American League-mästarna Texas Rangers.[11]

### Basket
- 12 juni – Dallas Mavericks besegrar Miami Heat med 4-2 i NBA-finalserien.[12]
- 18 juni-3 juli – Ryssland vinner damernas Europamästerskap genom att finalslå Turkiet med 59-42 i Polen.[13]
- 31 augusti-18 september – Spanien vinner herrarnas Europamästerskap i Litauen genom att finalbesegra Frankrike med 98-85.[14]
- 7 oktober – Minnesota Lynx besegrar Atlanta Dream med 3-0 i WNBA-finalserien.

### Drakbåtspaddling
- Den 3-7 augusti avgjordes drakbåts-VM för landslag 2011 i Tampa Bay i USA.

### Fotboll
- 29 januari – Japan vinner asiatiska mästerskapet för herrar efter att ha slagit Australien med 1-0 i finalen i Doha. Sydkorea slutar trea.[15]
- 2-9 mars – Algarve Cup i Portugal, landslagsturnering för damlandslag i fotboll, spelas och vinns av USA.[16]

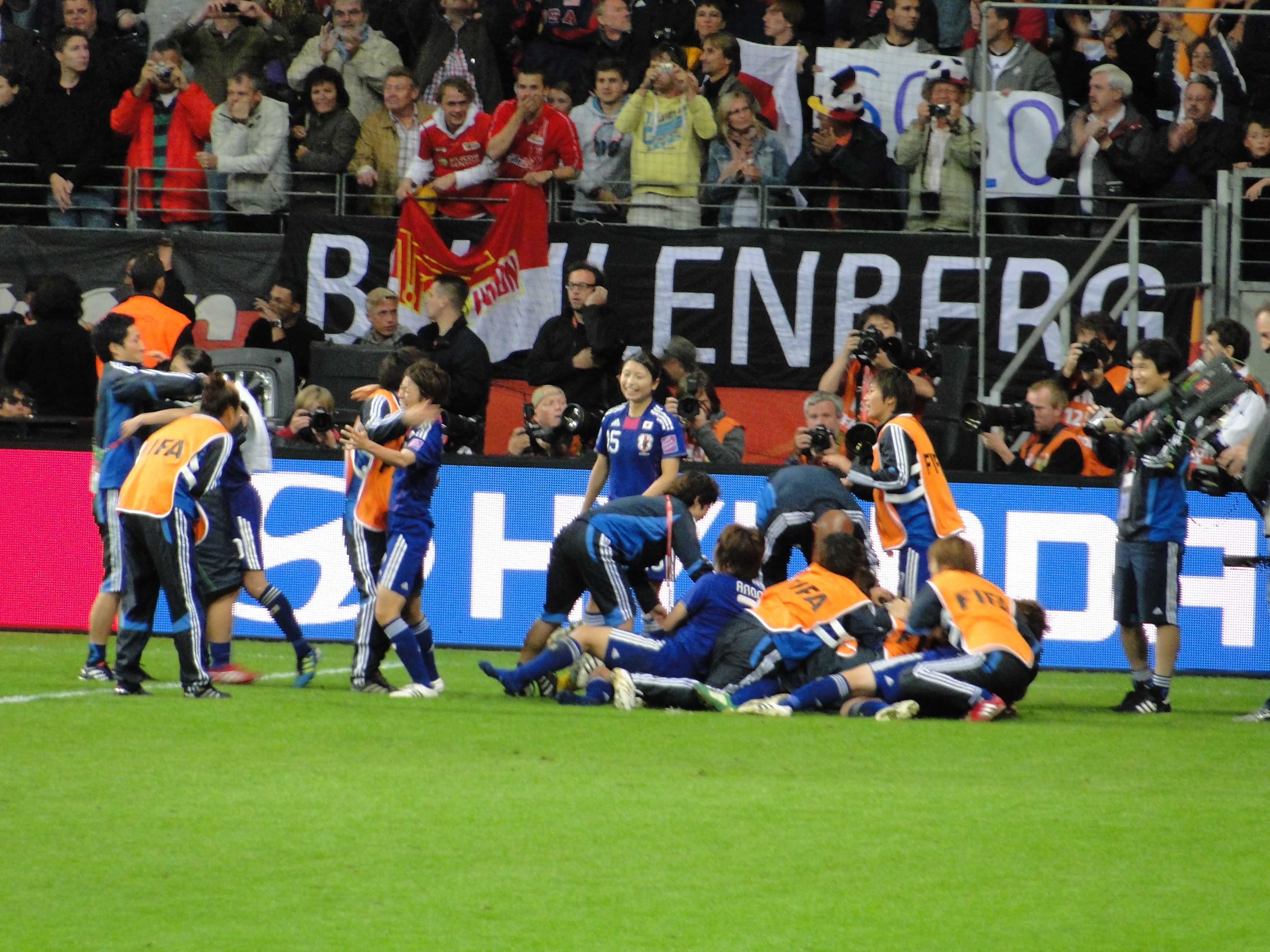
Japan vinner finalen mot USA på väg mot guldet i dam-VM.

- 26 juni-17 juli – VM för damer spelas i Tyskland. Japan vinner turneringen genom att besegra USA med 3–1 efter straffsparksläggning i finalen i Frankfurt am Main.[17] och Sverige.[18][19]
- 1-24 juli – Copa América spelas i Argentina. Uruguay vinner finalen mot Paraguay med 3-0[20], medan Peru slår Venezuela med 4-1 i kampen om bronsmedaljerna.[21][22]

### Friidrott

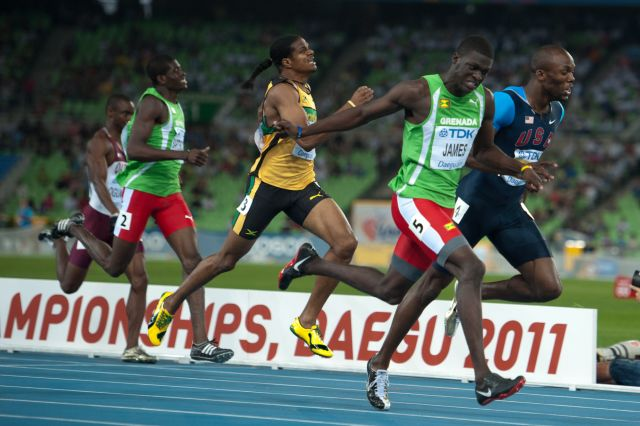
Världsmästerskapen i Daegu.

- 22 februari – Angelica Bengtsson sätter juniorvärldsrekord i stavhopp, 4,63 m, Stockholm
- 27 augusti-4 september – Världsmästerskapen avgörs Daegu, Sydkorea.
- 31 december – Tariku Bekele, Etiopien vinner herrklassen och Priscah Jeptoo, Kenya vinner damklassen vid Sylvesterloppet i São Paulo.[23]

### Handboll
- 13 januari-30 januari – Frankrike vinner världsmästerskapet för herrar i Sverige före Danmark och Spanien.[24]
- 18 december – Norge blir damvärldsmästare i Brasilien genom att finalslå Frankrike med 32-24 i São Paulo.[25]

### Innebandy
- 16 april
  - Storvreta IBK vinner SM-guld för herrar efter finalseger mot Warbergs IC 85 med 9-7 efter straffar i Malmö Arena.[26]
  - Djurgårdens IF vinner SM-guld för damer efter finalseger mot Iksu med 6-5 i Malmö Arena.[27]
- 8 juli – IOK ger IFF fullt erkännande.[28]
- 11 december – Sverige vinner damernas världsmästerskap i Sankt Gallen, Schweiz, efter vinst i finalen mot Finland med 4-2. Tjeckien tar bronset efter 3-2 mot Schweiz.[29]

### Ishockey
- 5 januari – Ryssland vinner juniorvärldsmästerskapet i Buffalo och Lewiston genom att finalslå Kanada med 5-3.[30]
- 30 januari – National Hockey League All-Star Game anordnas av Carolina Hurricanes.[31]
- 10-13 februari – LG Hockey Games spelas i Stockholm, Sverige och Sverige vinner turneringen.
- 27 mars – Segeltorps IF blir svenska mästare för damer efter att ha finalbesegrat Brynäs IF med 2-1 i Norrköping efter sudden death.[32]
- 14 april – Färjestads BK blir svenska mästare för herrar efter att ha besegrat Skellefteå AIK med 4-1 i matcher i finalserien.[33]
- 16-25 april – USA vinner världsmästerskapet för damer i Schweiz före Kanada och Finland.[34]

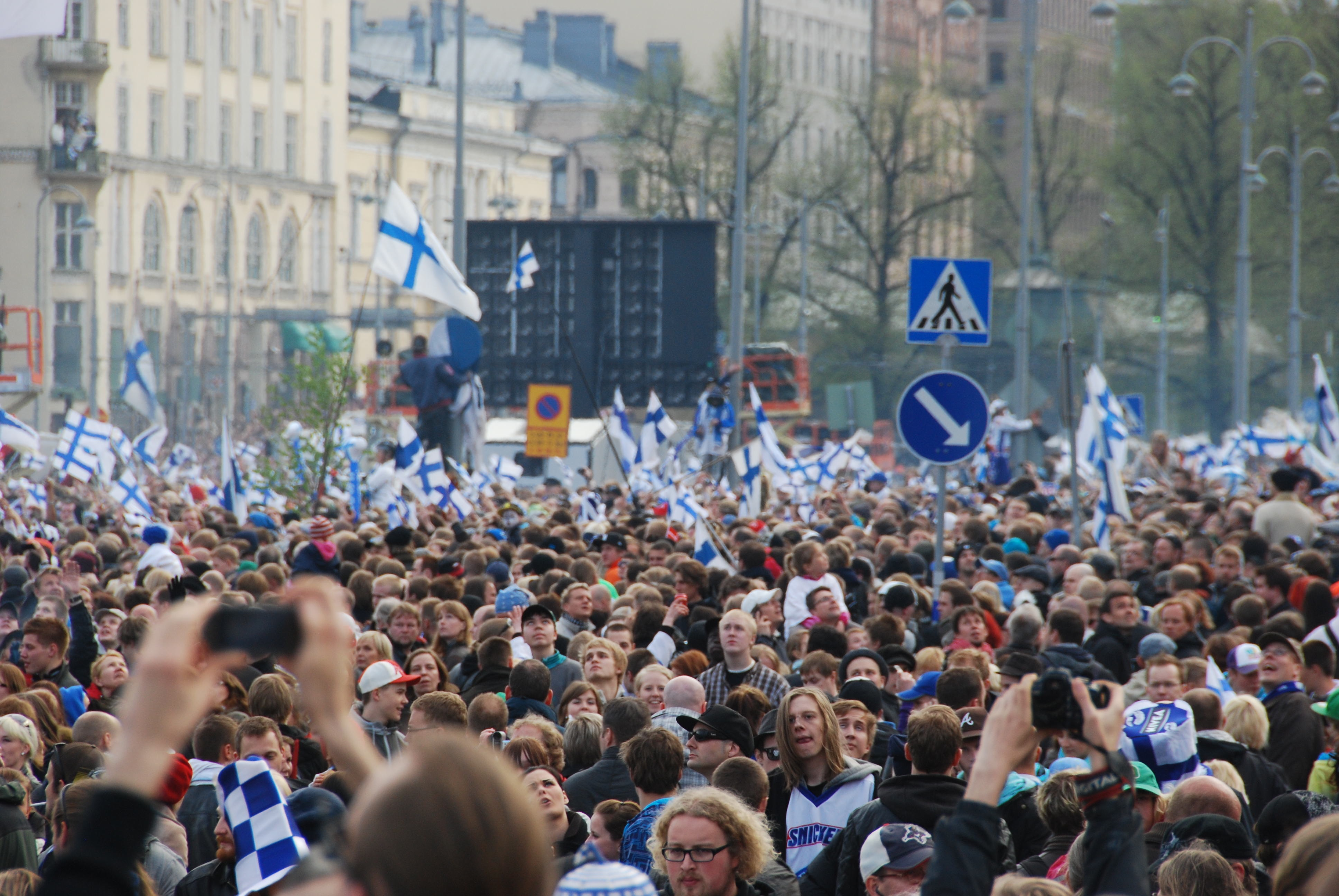
Nyblivna herrvärldsmästarna Finland firar.

- 30 april-15 maj – Finland vinner världsmästerskapet för herrar i Bratislava och Košice i Slovakien före Sverige och Tjeckien.[35]
- 14 maj – Kirgizistan inträder i IIHF.[36]
- 15 juni – Boston Bruins besegrar Vancouver Canucks med 4-3 i Stanley Cup-finalserien.[37][38]
- 7 september – Ett ryskt flygplan, med spelare i Lokomotiv Jaroslavl, störtar strax efter start i Jaroslavl på väg mot Minsk, och minst 36 spelare och ledare i laget omkommer.[39]
- 10 november – SVT:s Debatt debatterar hjärnskakningar i ishockeyrinken.[40]
- 11 december – EC Red Bull Salzburg från Österrike vinner European Trophy i Salzburg och Wien genom att vinna finalen mot Jokerit från Finland med 3-2.[41]

### Motorsport
- 12 juni – André Lotterer, Benoît Tréluyer och Marcel Fässler vinner Le Mans 24-timmars med en Audi R18 TDI.
- 13 november – Sébastien Loeb, Frankrike blir världsmästare i rally.

### Nordisk skidsport

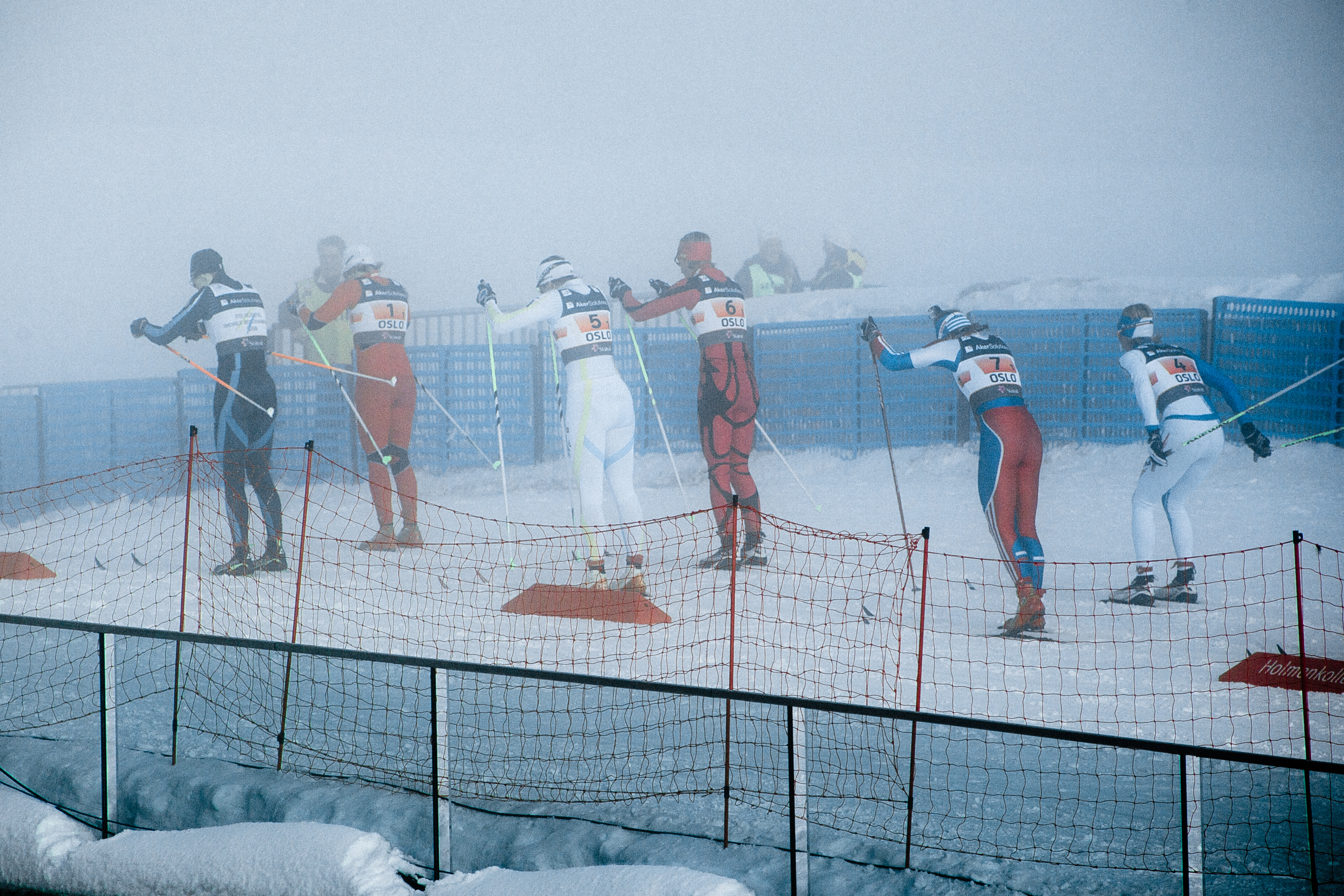
Världsmästerskapen i Holmenkollen.

- 22 februari-6 mars – Världsmästerskapen avgörs i Holmenkollen utanför Oslo, Norge.
- 6 mars – Jörgen Brink, Hudiksvalls IF vinner herrklassen medan Jenny Hansson, Östersunds SK vinner damklassen då Vasaloppet avgörs.[42]

### Orientering
- 30 april-1 maj: 10-mila avgjordes i Riksten, Botkyrka kommun. Kalevan Rasti vinner herrkaveln, Tampereen Pyrintö vinner damkaveln och Södertälje-Nykvarn Orientering vinner ungdomskaveln.
- 19 juni: Jukolakavlen avgjordes, Halden SK vinner.
- 13-20 augusti: Världsmästerskapen avgörs i franska Savoie.[43] Sverige vinner 3 guld, 3 silver och 4 brons.
- 24-30 juli: O-Ringen avgjordes i Hälsingland. 13.000 personer deltar, Tove Alexandersson och Erik Rost vinner elit-tävlingarna.
- 8 oktober: 25-manna avgjordes i Almtuna, Södertälje. Tampereen Pyrintö vinner.

### Rugby

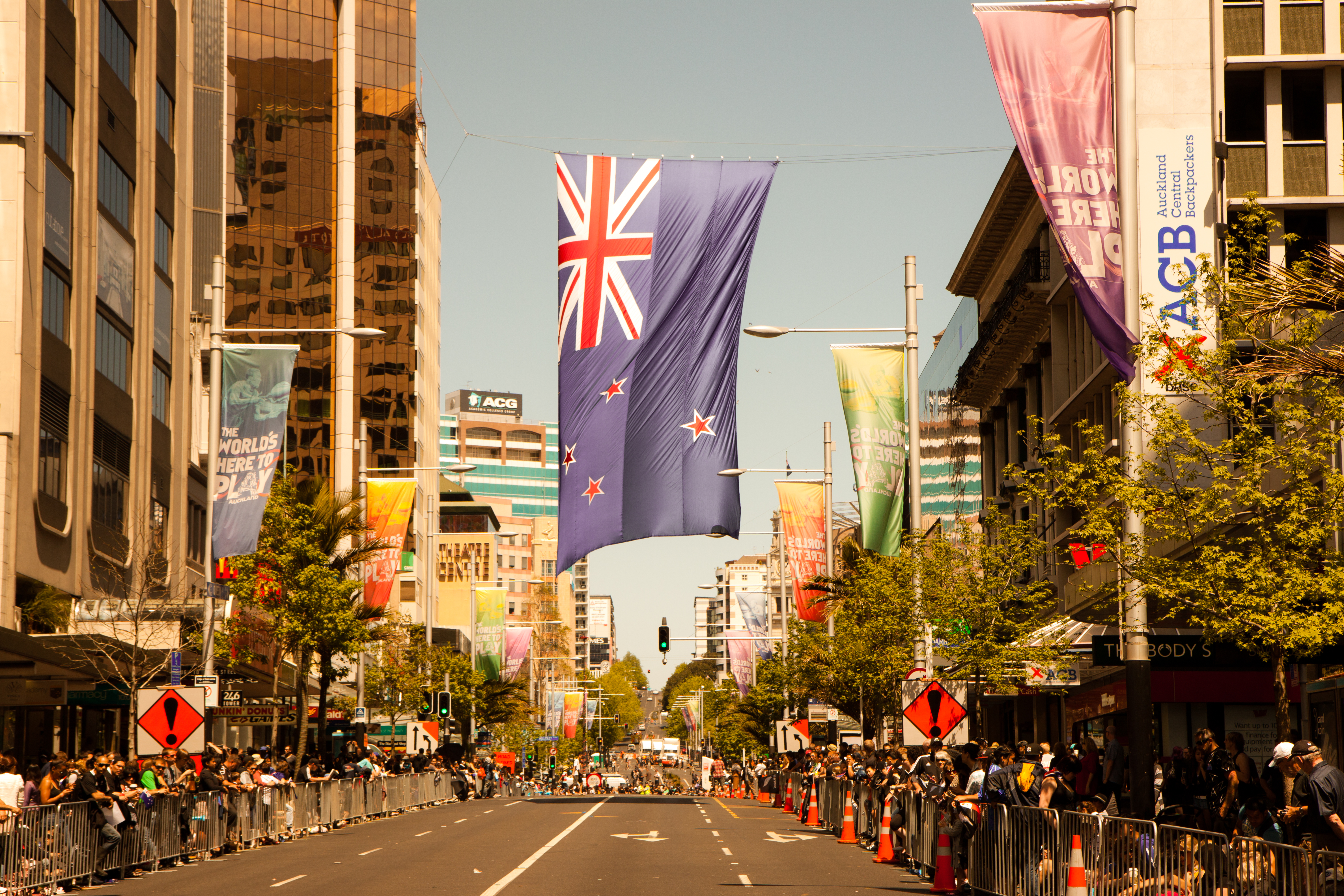
Nya Zeeland firar rugbytriumfen.

- 24 september-5 november – VM i rugby union för herrar spelas i Nya Zeeland, och vinns av Nya Zeeland, som finalbesegrar Frankrike med 8-7 medan Australien besegrar Wales med 21-18 i kampen om bronsmedaljerna.

### Simsport
- 8-13 mars – Europamästerskapen i simhopp avgörs Turin, Italien.
- 16-31 juli – Världsmästerskapen i simsport i Shanghai, Kina
- 8-11 – Europamästerskapen i kortbanesimning avgörs i Polen.

### Skidorientering
- 20-27 mars – Världsmästerskapen avgörs i Tänndalen.[44]

### Skidskytte
- 3-13 mars – Världsmästerskapen avgörs Chanty-Mansijsk, Ryssland.
- 16 juli – Svenske skidskytten och förre längdskidåkaren Anna Carin Zidek meddelar att hon lägger skidorna och geväret på hyllan.[45]

### Tennis
- 6 november – Tjeckien vinner Fed Cup genom att finalbesegra Ryssland med 3-2 i Olimpijskij i Moskva.[46]
- 4 december – Spanien vinner Davis Cup genom att finalbesegra Argentina med 3-1 på Sevillas olympiastadion.[47]

### Volleyboll
- 13 april – Falkenbergs VBK blir svenska mästare för herrar efter att ha besegrat Sollentuna VK med 3-1 i matcher i finalserien.
- 18 september – Serbien vinner herrarnas Europamästerskap genom att finalslå Italien med 3-1 i Wien.[48]
- 2 oktober – Serbien vinner damernas Europamästerskap genom att finalslå Tyskland med 3-2 i Belgrad.[49]

## Avlidna
- 1 januari – Pradeep Vijayakar, 59, indisk sportjournalist (Times of India), cancer.[50]
- 5 januari – Assar Rönnlund, 75, svensk längdskidåkare och radioprofil [51].
- 25 februari – Jonas Ernelind, 34, svensk handbollsspelare[52]
- 11 mars – Valter Nyström, 95, svensk långdistanslöpare.
- 30 maj – Ricky Bruch, 64, svensk friidrottare.[53]
- 25 juni – Sven "Plex" Petersson, 84, svensk sportjournalist.[54]
- 5 juli – Mika Myllylä, 41, finländsk längdskidåkare.[55]
- 7 september – Stefan Liv, 30, svensk ishockeymålvakt.
- 1 oktober – Sven Tumba, 80, svensk ishockey-, fotbolls- och golfspelare.[56]
- 24 oktober – Kjell Johansson, 65, svensk bordtennisspelare.
- 7 november – Joe Frazier, 67, amerikansk boxare.

### Fotnoter
1. ↑  ”SVT Sport”. 6 juli 2011. Arkiverad från originalet den 9 juli 2011. https://web.archive.org/web/20110709130142/http://svt.se/2.21335/1.2474514/vinter-os_2018_i_sydkorea. Läst 6 juli 2011.
2. ↑  ”World Championships 2009/10”. Bandysidan. http://www.bandysidan.nu/event.php?EVID=151. Läst 20 augusti 2011.
3. ↑  ”Asian Winter Games 2011”. Bandysidan. http://www.bandysidan.nu/event.php?EVID=163. Läst 20 augusti 2011.
4. ↑  Erik Jonsson (19 mars 2010). ”2010–2019”. Svenska Bandyförbundet. https://www.svenskbandy.se/BANDYFINALEN/HISTORIK/Svenskamastare/Damer/2010-2019/. Läst 19 mars 2020.
5. ↑  Jimmy Andersson. ”Damallsvenskan och kval 10/11”. Jimbo Bandy. Arkiverad från originalet den 5 december 2013. https://web.archive.org/web/20131205084102/http://www.jimbobandy.nu/1011/damallsvenskan.html. Läst 20 augusti 2011.
6. ↑  Erik Jonsson (20 mars 2011). ”2010–2019”. Svenska Bandyförbundet. https://www.svenskbandy.se/BANDYFINALEN/HISTORIK/Svenskamastare/Herrar/2010-2019/. Läst 19 mars 2020.
7. ↑  Jimmy Andersson. ”Slutspelet 10/11”. Jimbo Bandy. Arkiverad från originalet den 5 december 2013. https://web.archive.org/web/20131205081844/http://www.jimbobandy.nu/1011/slut.html. Läst 20 augusti 2011.
8. ↑  ”Japan Bandy Federation (JBF) new FIB Member” (på engelska). Federation of International Bandy. 30 juni 2011. Arkiverad från originalet den 6 februari 2012. https://web.archive.org/web/20120206041648/http://www.internationalbandy.com/viewNews.do?NewsID=0045. Läst 21 augusti 2011.
9. ↑  ”Rysk glädje Jenisej när vann World Cup” (på svenska). SVT Sport. 16 oktober 2011. https://www.svt.se/sport/artikel/rysk-gladje-jenisej-nar-vann-world-cup. Läst 2 september 2024.
10. ↑  Martin Svensson (16 oktober 2011). ”Jenisej vann World Cup” (på svenska). Sveriges Radio. https://sverigesradio.se/artikel/4750132. Läst 2 september 2024.
11. ↑  ”2011 World Series” (på engelska). Baseball-Reference.com. http://www.baseball-reference.com/postseason/2011_WS.shtml. Läst 25 juni 2015.
12. ↑  ”Basketball Reference”. http://www.basketball-reference.com/leagues/NBA_2011_games.html. Läst 25 augusti 2011.
13. ↑  ”Sport Statistics”. Arkiverad från originalet den 20 september 2015. https://web.archive.org/web/20150920053431/http://todor66.com/basketball/Europe/Women_2011.html. Läst 24 augusti 2011.
14. ↑  ”Sport Statistics”. Arkiverad från originalet den 1 oktober 2011. https://web.archive.org/web/20111001080056/http://todor66.com/basketball/Europe/Men_2011.html. Läst 5 december 2011.
15. ↑  ”Asian Nations Cup 2011” (på engelska). RSSF. http://www.rsssf.com/tables/11asch.html. Läst 16 augusti 2011.
16. ↑  ”Algarve Cup 2011 (Women's Tournament)” (på engelska). RSSF. http://www.rsssf.com/tablesw/wom-algarve2011.html. Läst 23 mars 2020.
17. ↑  Christoffer Brandt (17 juli 2011). ”Japan vann finalen på straffar”. SVT Sport. Arkiverad från originalet den 24 november 2011. https://web.archive.org/web/20111124122443/http://svt.se/2.21531/1.2482041/japan_vann_finalen_pa_straffar. Läst 18 juli 2011.
18. ↑  ”Hammarströms kanon gav VM-brons” (på svenska). SVT Sport. 16 juli 2011. https://www.svt.se/sport/artikel/hammarstroms-kanon-gav-vm-brons. Läst 18 juli 2011.
19. ↑  ”Women's World Cup 2011” (på engelska). RSSSF. http://www.rsssf.com/tablesw/wwc2011f.html. Läst 23 mars 2011.
20. ↑  Karolina Strömbäck Horney (24 juli 2011). ”Forlan hjälte när Uruguay blev bäst i Sydamerika” (på svenska). SVT Sport. https://www.svt.se/sport/artikel/forlan-hjalte-nar-uruguay-blev-bast-i-sydamerika. Läst 25 juli 2011.
21. ↑  Karolina Strömbäck Horney (23 juli 2011). ”Peru tog brons i Copa America” (på svenska). SVT Sport. https://www.svt.se/sport/artikel/peru-tog-brons-i-copa-america. Läst 25 juli 2011.
22. ↑  ”Copa América 2011” (på engelska). RSSSF. http://www.rsssf.com/tables/2011safull.html. Läst 23 mars 2020.
23. ↑  ”2010” (på portugisiska). Sylvesterloppet. Arkiverad från originalet den 1 mars 2014. https://web.archive.org/web/20140301040846/http://www.saosilvestre.com.br/2010. Läst 19 augusti 2012.
24. ↑  ”Sport Statistics”. Arkiverad från originalet den 24 augusti 2011. https://web.archive.org/web/20110824133958/http://www.todor66.com/handball/World/Men_2011.html. Läst 23 augusti 2011.
25. ↑  ”Sport Statistics”. Arkiverad från originalet den 20 januari 2012. https://web.archive.org/web/20120120024646/http://todor66.com/handball/World/Women_2011.html. Läst 18 december 2011.
26. ↑  ”SM-slutspelet för herrar 2011 på innebandy.se”. Arkiverad från originalet den 25 april 2011. https://web.archive.org/web/20110425160146/http://www.innebandy.se/templates/IDA/ScheduleAndResults.aspx?PageID=8811&CompetitionID=11816. Läst 11 december 2011.
27. ↑  ”SM-slutspelet för damer 2011 på innebandy.se”. Arkiverad från originalet den 23 mars 2011. https://web.archive.org/web/20110323143715/http://www.innebandy.se/templates/IDA/ScheduleAndResults.aspx?PageID=8811&CompetitionID=11804. Läst 11 december 2011.
28. ↑  ”International Floorball Federation”. Arkiverad från originalet den 28 september 2011. https://web.archive.org/web/20110928112403/http://www.floorball.org/default.asp?sivu=171&alasivu=25&kieli=826. Läst 2 september 2011.
29. ↑  ”International Floorball Federation”. 11 december 2011. http://www.floorball.org/default.asp?sivu=5&alasivu=453&kieli=826. Läst 12 december 2011.
30. ↑  ”Championnat du monde des moins de 20 ans 2010/11” (på franska). Hockey Archives. 5 januari 2007. https://www.hockeyarchives.info/U-20_2011.htm. Läst 9 september 2012.
31. ↑  ”NHL awards Carolina 2011 all-star game” (på engelska). Canadian Broadcasting Corporation. 8 april 2010. http://www.cbc.ca/sports/hockey/story/2010/04/08/sp-nhl-allstar-carolina.html. Läst 9 april 2011.
32. ↑  ”Championnat de Suède féminin 2010/11” (på franska). Hockey Archives. 27 mars 2011. https://www.hockeyarchives.info/Suefem2011.htm. Läst 12 juni 2012.
33. ↑  ”Championnat de Suède 2010/11” (på franska). Hockey Archives. 14 april 2011. https://www.hockeyarchives.info/Suede2011.htm. Läst 15 augusti 2011.
34. ↑  ”Championnats du monde féminins 2011” (på franska). Hockey Archives. 25 april 2011. https://www.hockeyarchives.info/mondefem2011.htm. Läst 17 oktober 2013.
35. ↑  ”Championnats du monde 2011” (på franska). Hockey Archives. 15 maj 2011. https://www.hockeyarchives.info/mondial2011.htm. Läst 15 augusti 2011.
36. ↑  ”Kyrgyzstan” (på engelska). International Ice Hockey Federation. 14 maj 2011. https://www.iihf.com/en/associations/1341/kyrgyzstan. Läst 21 augusti 2011.
37. ↑  ”NHL 2010/11” (på franska). Hockey Archives. 15 juni 2011. https://www.hockeyarchives.info/NHL2011.htm. Läst 21 juni 2013.
38. ↑  ”Boston vann Stanley Cup” (på svenska). Dagens Nyheter. 16 juni 2011. https://www.dn.se/sport/ishockey/boston-vann-stanley-cup/. Läst 16 juni 2011.
39. ↑  ”Flygolyckor inom idrotten” (på svenska). SVT Sport. 8 september 2011. https://www.svt.se/sport/artikel/fakta-flygolyckor-inom-idrotten. Läst 8 september 2011.
40. ↑  ”Hockeyspelare riskerar allvarligare kroppsskador efter hjärnskakning”. Luleå tekniska universitet. 9 november 2011. Arkiverad från originalet den 20 februari 2012. https://web.archive.org/web/20120220164902/http://www.ltu.se/ltu/media/news/Hockeyspelare-riskerar-allvarligare-kroppsskador-efter-hjarnskakning-1.85199. Läst 10 oktober 2012.
41. ↑  ”European Trophy 2011” (på franska). Hockey Archives. 11 december 2011. https://www.hockeyarchives.info/Europeantrophy2011.htm. Läst 18 oktober 2013.
42. ↑  ”Historiska segrare”. Vasaloppet. Arkiverad från originalet den 22 mars 2020. https://web.archive.org/web/20200322121012/https://www.vasaloppet.se/wp-content/uploads/sites/1/2019/09/historiska_segrare_vasaloppet_sve_2019-09-18.pdf. Läst 5 september 2011.
43. ↑  ”World Orienteering Championships 2011” (på engelska). http://orienteering.org/events/?event_id=53. Läst 20 augusti 2012.
44. ↑  ”World Ski Orienteering Championships 2011” (på engelska). http://orienteering.org/events/?event_id=132. Läst 9 september 2012.
45. ↑  ”SVT Sport”. 16 juli 2011. Arkiverad från originalet den 17 juli 2011. https://web.archive.org/web/20110717193737/http://svt.se/2.59681/1.2481658/aco_lagger_av. Läst 16 juli 2011.
46. ↑  ”Fed Cup”. Arkiverad från originalet den 4 november 2011. https://web.archive.org/web/20111104222158/http://www.fedcup.com/en/results/tie/details.aspx?tieId=100015620. Läst 6 november 2011.
47. ↑  ”Davis Cup”. http://www.daviscup.com/en/results/tie/details.aspx?tieId=100016227. Läst 4 december 2011.
48. ↑  ”Men Volleyball XXVII European Championship 2011 Austria, Czechia 10-18.09”. Sport Statistics. Arkiverad från originalet den 25 maj 2012. https://archive.is/20120525130741/http://todor66.com/volleyball/Europe/Men_2011.html. Läst 5 december 2011.
49. ↑  ”Sport Statistics”. Arkiverad från originalet den 25 oktober 2016. https://web.archive.org/web/20161025072119/http://www.todor66.com/volleyball/Europe/Women_2011.html. Läst 5 december 2011.
50. ↑  ”India news: Noted sports journalist Pradeep Vijayakar dies | India Cricket News | ESPN Cricinfo”. http://www.espncricinfo.com/india/content/story/495062.html.
51. ↑  ”Assar Rönnlund har gått bort | Skidor | Vintersport | Sportbladet | Aftonbladet”. http://www.aftonbladet.se/sportbladet/vintersport/skidor/article8373718.ab.
52. ↑  Sjöstrand, Charlie (25 februari 2011). ”Jonas Ernelind har avlidit”. Göteborgs-Posten. Arkiverad från originalet den 28 februari 2011. https://web.archive.org/web/20110228063455/http://www.gp.se/sport/1.559814-jonas-ernelind-har-avlidit. Läst 25 februari 2011.
53. ↑  ”Dagens Nyheter”. 30 maj 2011. http://www.dn.se/sport/ricky-bruch-dodstockholm-ttden-forra-diskusstjarnan-ricky-bruch-avled-pa-mandage. Läst 6 juni 2011.
54. ↑  Erik Aldaeus. ”Sven "Plex" Petersson har avlidit”. Sveriges Television. Arkiverad från originalet den 27 juni 2011. https://web.archive.org/web/20110627140216/http://svt.se/2.21335/1.2464208/sven_plex_petersson_har_avlidit. Läst 26 juni 2011.
55. ↑  ”Mika Myllylä död”. Vasabladet. Läst 5 juli 2011.
56. ↑  ”Dagens Nyheter”. 1 oktober 2011. http://www.dn.se/sport/ishockey/sven-tumba-dod. Läst 6 oktober 2011.